# Fimbristylis celebica
Fimbristylis celebica là loài thực vật có hoa trong họ Cói. Loài này được Ohwi mô tả khoa học đầu tiên năm 1955.